# مسجد عمرو بن العاص (دمياط)
جامع عمرو بن العاص بدمياط هو ثاني مسجد بني في مصر ويعد من أشهر مساجد دمياط وأقدمها أنشأه المسلمون بعد فتح المدينة عام 21 هجرية، تم بناؤه عام 642 ميلاديا علي طراز جامع عمرو بن العاص بالفسطاط بمصر القديمة وبه كتابات كوفية وأعمدة يعود تاريخها إلى العصر الروماني. يطلق عليه أيضاً (مسجد الفتح) نسبه إلى الفتح العربي. قام بانشائه الصحابي الجليل المقداد بن الأسود في عهد عمرو بن العاص.

## البنيان المعماري
المسجد يتكون من قبة في وسطه، يحيط به أربعة إيوانات ويوجد بالجهة الغربية المدخل الرئيسي للمسجد وهو مدخل بارز عن جدرانه وبالقرب من الباب توجد قاعة المئذنة المربعة التي تهدمت إثر زلزال في العصور القديمة.
أعجب ما في تاريخ هذا الجامع أنه تحول من مسجد إلى كنيسة إلى مسجد بضع مرات. فحينما استولي (جان دي بريين)علي دمياط 1219 ميلاديا جعل هذا المسجد إلى كنيسة ولما خرج الصليبيون من دمياط عام 1221 ميلاديا تحول لمسجد.
في عام 1249 ميلاديا حينما دخل لويس التاسع دمياط جعل المسجد كاتدرائية وأقام بها حفلات دينية عظيمة كان يحضرها نائب البابا ومنها تعميد الطفل الذي ولدته زوجة لويس التاسع واسمه جان ولقبته (ثريستان) أي الحزين لما أصاب ولادته من أهوال الحرب وما برح المسجد قائماً منذ جدده الفاطميون عام 1106 ميلاديا.

## الترميم
قامت المحافظة بالتنسيق مع المجلس الأعلى للآثار بعمل الترميمات اللازمة لهذا المسجد الأثري، بدأت وزارة الثقافة متمثلة في المجلس الأعلى للآثار بتنفيذ مشروع تطوير شامل لآثار مدينة دمياط بتكلفة اجمالية قدرها 66 مليون جنيه نظرا لما تواجهه المنطقة من زيادة في المياه الجوفية وتدهور في حالة آثارها. تم ترميم مسجد عمرو بن العاص والذي على غرار مسجد عمرو بن العاص بالفسطاط وهو عبارة عن صحن مكشوف يحيط به أربعة أروقة أكبرها رواق القبلة أي الرواق الجنوبي الشرقي وتم تجديده وزيادة مساحته عام 500 هجرية 1106م، ظل المسجد قائما بعد التجديد الفاطمي حتى 1250م حتى أصدر أمراء المماليك أمرهم بتخريب دمياط لكنهم أبقوا على هذا المسجد. كان المسجد يعاني من ارتفاع منسوب مياه الرشح بالمنطقة المجاورة، وقد بدا منذ عده سنوات مشروع لخفض هذا المنسوب وتقرر البدء في رفع ارضيه المسجد.
المسجد يضم ايوانات تحيط بالصحن المفتوح أكبرها ايوان القبلة وفيه عدد من الأعمدة المصنوعه من الرخام تعود الي العصر الروماني وتهبط قواعد تلك الأعمدة نحو ثلاثه اقدام تحت مستوي افريز الصحن. ويضم أيضا اعمده من الحجر القاتم والمرمر السماقي وقد تمت إعاده افتتاح المسجد أمام المصلين في يوم الجمعة 8 مايو 2009 والذي يوافق عيد دمياط القومى الذي يوافق انتصار شعب دمياط على الحملة الصليبيه بقياده لويس التاسع ملك فرنسا.

## معرض صور

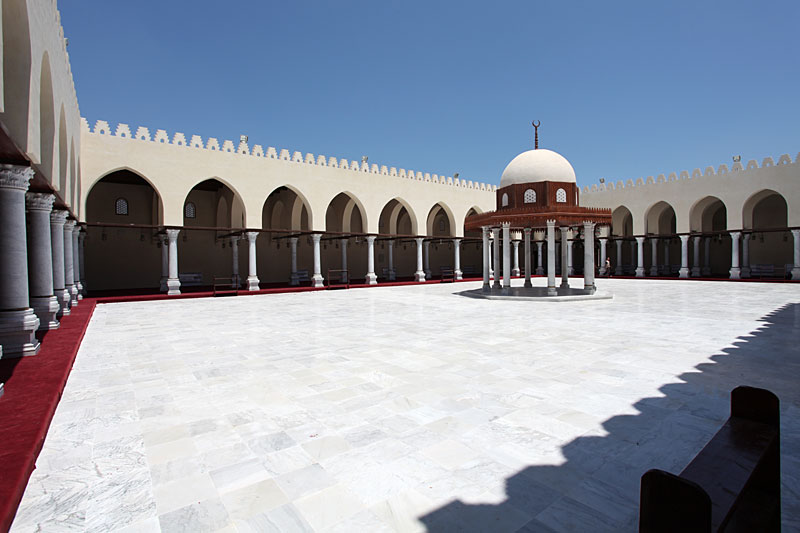
صحن جامع عمرو بن العاص بدمياط
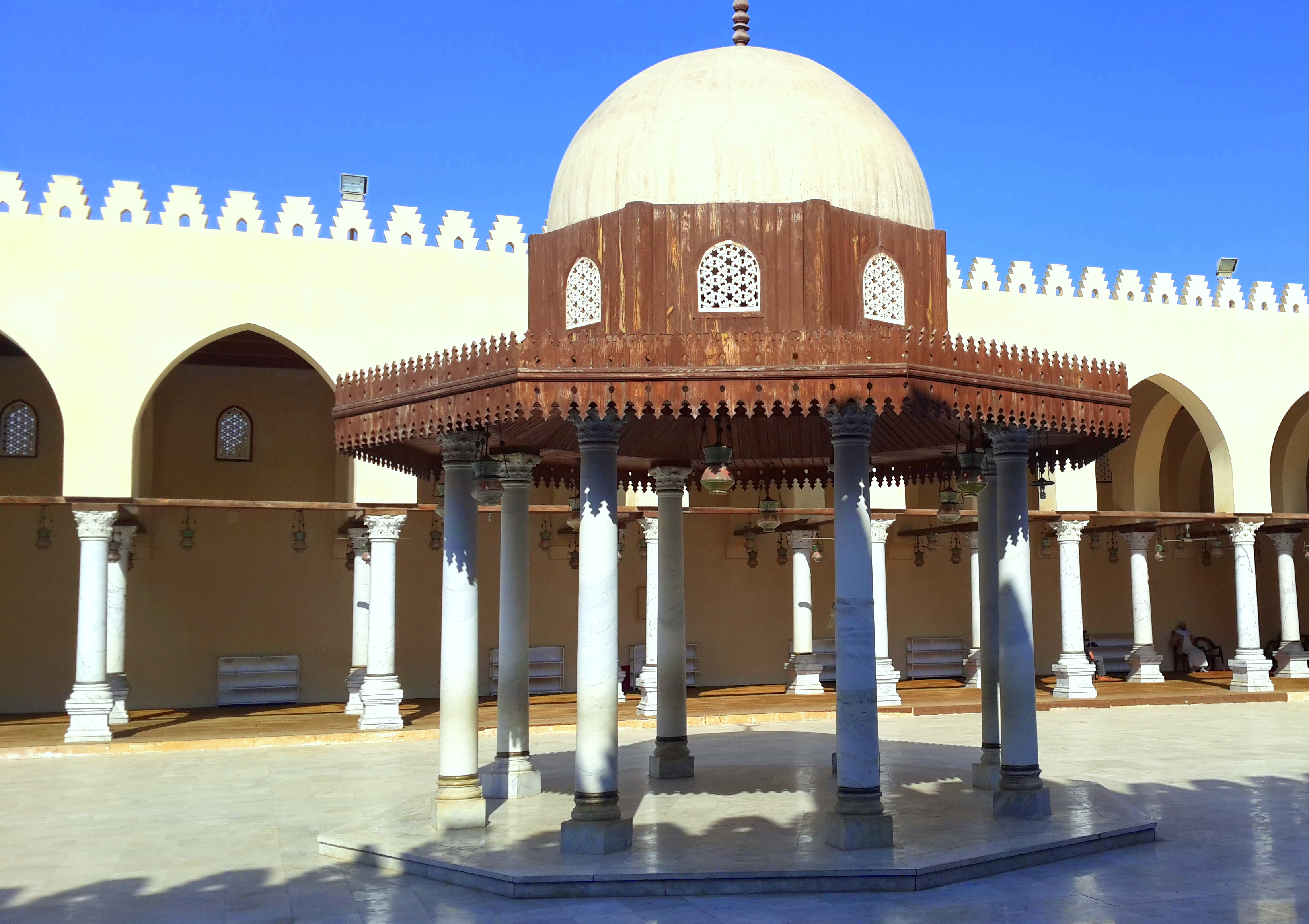
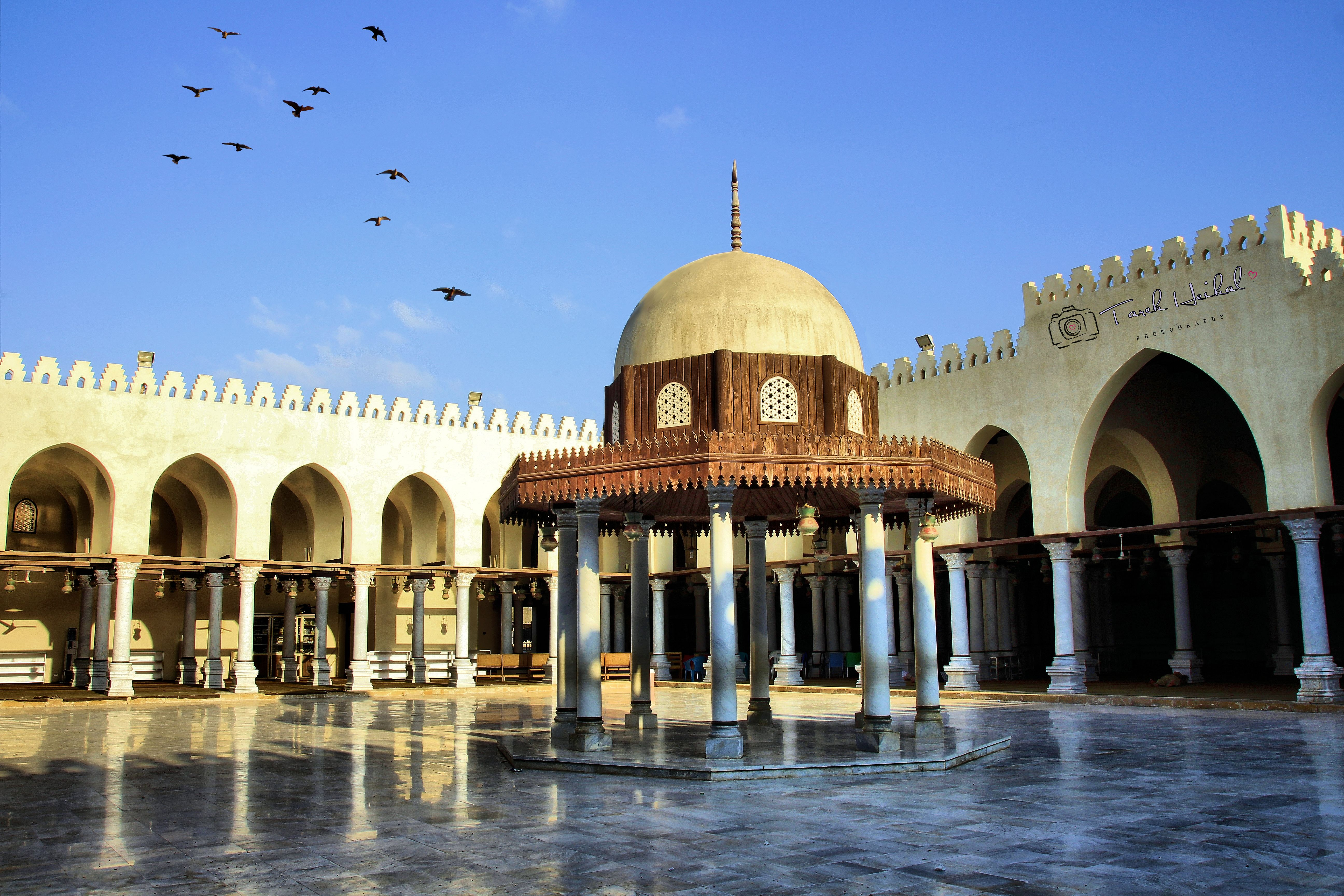
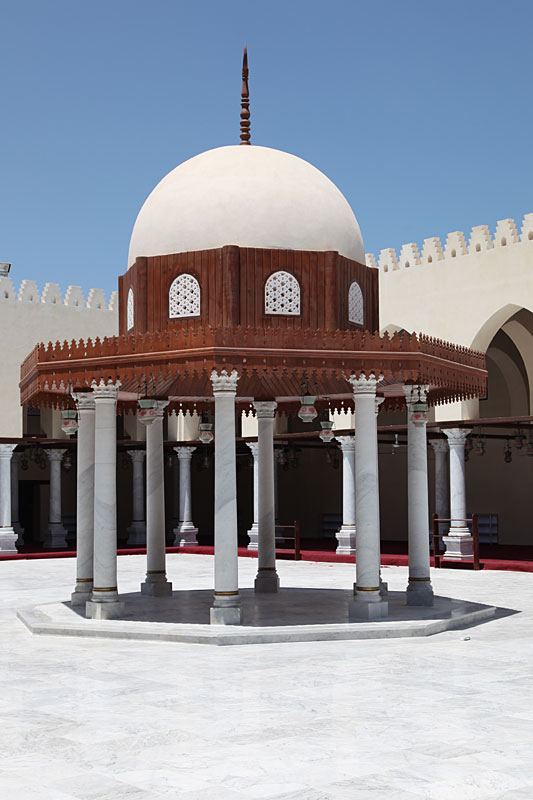
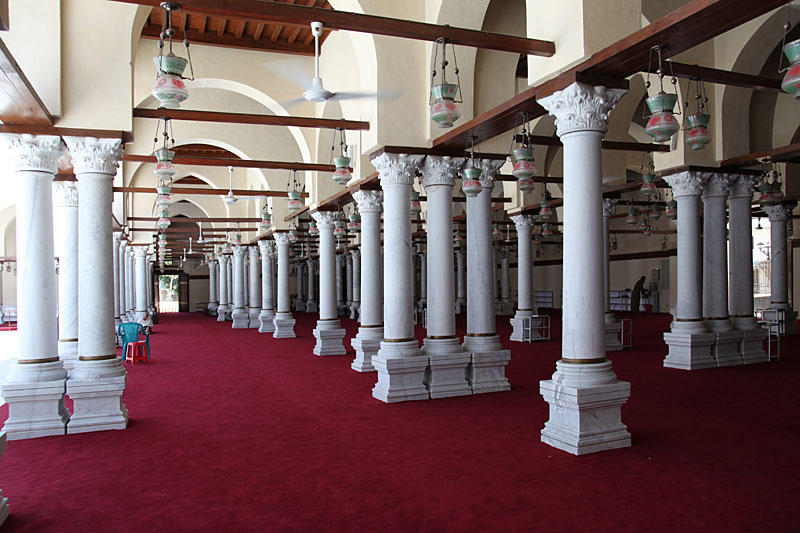
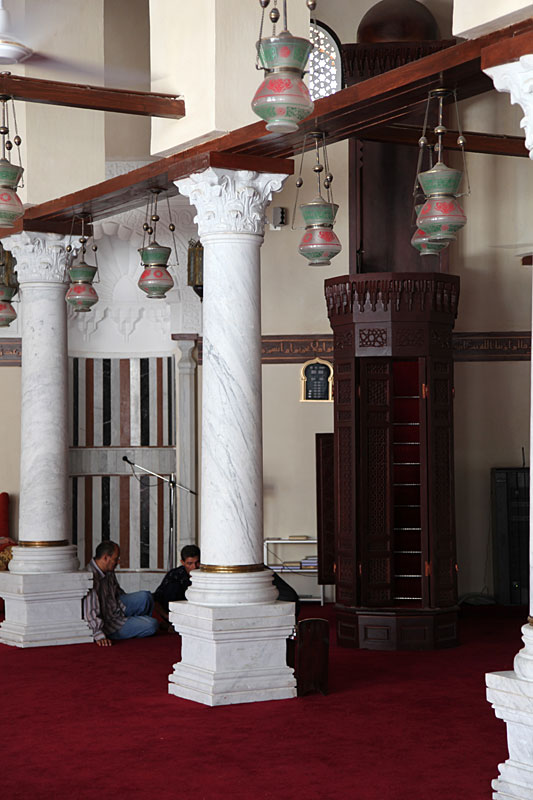